# Старі-Марзи
Старі-Марзи (пол. Stare Marzy) — село в Польщі, у гміні Драгач Свецького повіту Куявсько-Поморського воєводства.
Населення — 188 осіб (2011).
У 1975-1998 роках село належало до Бидгощського воєводства.

## Демографія
Демографічна структура станом на 31 березня 2011 року:
|          | Загалом | Допрацездатний вік | Працездатний вік | Постпрацездатний вік |
| -------- | ------- | ------------------ | ---------------- | -------------------- |
| Чоловіки | 102     | 27                 | 67               | 8                    |
| Жінки    | 86      | 18                 | 58               | 10                   |
| Разом    | 188     | 45                 | 125              | 18                   |